# Canthigaster rivulata
Canthigaster rivulata е вид лъчеперка от семейство Tetraodontidae. Видът не е застрашен от изчезване.

## Разпространение и местообитание
Разпространен е в Австралия, Ангола, Китай, Оман, Провинции в КНР, САЩ (Хавайски острови), Сейшели, Сомалия, Тайван, Филипини, Френска Полинезия (Дружествени острови), Южна Африка, Южна Корея и Япония.
Среща се на дълбочина от 22 до 167 m, при температура на водата от 18,5 до 26,6 °C и соленост 34,3 – 35,7 ‰.

## Описание
На дължина достигат до 18 cm.